# がけっぷちぇ〜す
『がけっぷちぇ〜す？』は、2013年1月11日から秋田放送テレビで放送されていた、バラエティ番組である。
最初はトライアル番組という形だったが、何度かのタイトル変更を経て、現在に至る。

## 概要
2013年1月11日放送開始。当初は「ABS秋田放送 トライアル番組 がけっぷちぇ〜す」としてスタート。何回かのタイトルのマイナーチェンジを経て、現在は「続・がけっぷちぇ〜す？」というタイトルに落ち着く。

## 番組内容
天下の吉本興業所属…でもオモシロイかはまた別の話!!というがけっぷち芸人ちぇすの2人が、癒し・学び・笑いの3つの要素が入った秋田のちょっと気になるネタを、VTRでプレゼンする。

## 出演者
- 椿田恵理子（ABS秋田放送アナウンサー）- MC兼VTRジャッジ担当。番組開始初期はギャラをジャッジにより決定していた（本人の独断と偏見によるもの。ただ最近はギャラ決定のくだりがほぼない）。番組内では「本性」であるドSキャラ。
- ちぇす - 吉本興業所属。秋田県住みます芸人を務めている。
若松 弘樹 ‐ ボケ担当。番組内では結構危ないこともする。彼女がいる。それについてたまに弄られる事もある。
長谷川 瞬 ‐ ツッコミ担当。放送開始初期は若松に対する純粋なツッコミだけだったが、最近ではドSキャラが所々出ている節がある。本人の2014年の離婚後、特に強まった。

## コーナー
- VTRの判定（ジャッジ）
- そうせいの部屋

## 放送の休止
2016年1月9日夜、若松が秋田市内の繁華街で飲酒後、車を運転し、10日午前3時ごろに警邏中のパトカーに停止を求められ摘発された。そのため、翌週1月13日の放送を休止。以降再開されることなく事実上番組は終了した。

## 放送時間
いずれも隔週金曜日深夜（土曜日未明）に放送。『金曜ロードSHOW!』枠拡大で繰り下げ、及びスポーツ中継等の特番で休止になる場合あり。
| タイトル                                    | 放送期間                      | 放送時間    | 備考                                                         |
| ------------------------------------------- | ----------------------------- | ----------- | ------------------------------------------------------------ |
| ABS秋田放送 トライアル番組 がけっぷちぇ〜す | 2013年1月11日 - 3月22日       | 1:53 - 2:23 |                                                              |
| 続 がけっぷちぇ〜す。                       | 2013年4月12日 - 2014年3月28日 | 1:55 - 2:25 | 『ミュージックドラゴン』開始に伴い2分繰り下げ                |
| 続 がけっぷちぇ〜す？                       | 2014年4月11日 - 2015年3月27日 | 1:55 - 2:25 |                                                              |
| 続 がけっぷちぇ〜す？                       | 2015年4月10日 - 2016年1月6日  | 1:30 - 2:00 | 『未来シアター』終了及び『バズリズム』開始に伴い25分繰り上げ |

## 関連記事
1. ↑  2016年1月12日付け産経電子版より
2. ↑  2016年1月13日付け産経電子版より

## 関連リンク
- がけっぷちぇ〜すホームページ兼ブログ - ウェイバックマシン（2016年3月4日アーカイブ分）